# Saison 2017 de la Super League
Navigation
Édition précédente Édition suivante
La Saison 2017 de la Super League (connu pour des raisons de partenariats comme la Betfred Super League XXII) est la vingt-deuxième saison de cette compétition depuis que celle-ci a été créée en 1996. Douze équipes joueront 23 journées de championnat (phase régulière), les huit meilleures d'entre elles seront qualifiées pour un mini-championnat appelé "Super 8 Play Offs" dont les quatre premiers sont qualifiés pour les demi-finales dans le but de se qualifier pour la grande finale et pouvoir gagner le trophée de la Super League. Les quatre derniers disputeront un mini-championnat appelés "Super 8 Qualifiers" avec les quatre meilleures équipes de la Championship. La finale a lieu à Old Trafford à Manchester.
Les Rhinos de Leeds remportent le Championnat au terme d'une finale disputée à Old Trafford à Manchester contre les Tigers de Castleford sur le score de 24-6 devant 72 827 spectateurs.

## Équipes
La Super League 2016 est la troisième saison de Super League depuis 2008 avec la mise en place d'un système de relégation et de promotion avec la Championship, ainsi les Centurions de Leigh retrouvent cette année la Super League après onze années en Championship. Dans cette optique, la Super League est réduite à douze équipes (contre quatorze les années précédentes).
Onze des équipes sont dans le Nord de l'Angleterre, et une seule est située en France avec les Dragons Catalans à Perpignan.
| Club                       | Classement en 2016         | Entraîneur(s)                                                            | Stade                       | Capacité |
| -------------------------- | -------------------------- | ------------------------------------------------------------------------ | --------------------------- | -------- |
| Castleford Tigers          | 5e (Super 8's)             | Daryl Powell                                                             | The Mend-O-Hose Jungle      | 11 750   |
| Dragons Catalans           | 6e (Super 8's)             | Laurent Frayssinous → Jérôme Guisset & Michael Monaghan → Steve McNamara | Stade Gilbert-Brutus        | 14 000   |
| Huddersfield Giants        | 3e (Qualifiers)            | Rick Stone                                                               | John Smith's Stadium        | 24 544   |
| Hull FC                    | Demi-finaliste (Super 8's) | Lee Radford                                                              | KCOM Stadium                | 25 404   |
| Leeds Rhinos               | 1er (Qualifiers)           | Brian McDermott                                                          | Headingley Rugby Stadium    | 22 250   |
| Leigh Centurions           | 2e (Qualifiers)            | Neil Jukes                                                               | Leigh Sports Village        | 12 700   |
| Salford Red Devils         | 5e (Qualifiers)            | Ian Watson                                                               | AJ Bell Stadium             | 12 000   |
| St Helens RLFC             | Demi-finaliste (Super 8's) | Keiron Cunningham → Justin Holbrook                                      | Langtree Park               | 18 000   |
| Wakefield Trinity Wildcats | 8e (Super 8's)             | Chris Chester                                                            | Rapid Solicitors Stadium    | 11 000   |
| Warrington Wolves          | Finaliste (Super 8's)      | Tony Smith                                                               | Halliwell Jones Stadium     | 15 500   |
| Widnes Vikings             | 7e (Super 8's)             | Denis Betts                                                              | The Select Security Stadium | 13 500   |
| Wigan Warriors             | Champion (Super 8's)       | Shaun Wane                                                               | DW Stadium                  | 25 138   |

## Déroulement de la compétition
Pour la troisième année consécutive, la Rugby Football League (instance gérant les compétitions de rugby à XIII en Angleterre) maintient la même formule avec un championnat en deux phases. La première voit les douze équipes se rencontrer par match aller et retour plus la rencontre du Magic week-end qui se déroule le 22 mai 2017 au St James' Park de Newcastle upon Tyne. Toutes les équipes disputent un total de vingt-trois matchs. À l'issue de cette première phase, les clubs classés de la première à la huitième place sont qualifiés dans le Super 8; les autres le play-down (The Qualifiers).
En Super 8, tous les clubs gardent les points acquis lors de la première phase. Cette dernière se joue par simple confrontation. Au terme des sept rencontres, les quatre premiers sont qualifiés pour les demi-finales de la Super League.
La phase The Qualifiers s'adresse aux clubs classés entre la neuvième et douzième place de la phase préliminaire. Ces équipes-là retrouvent les quatre premiers du Championship (deuxième niveau). Cette phase se dispute aussi par simple confrontation (sept matchs aussi). Au terme de cette deuxième phase, les trois premiers se maintiennent en Super League, le quatrième et le cinquième s'affronte dans une confrontation pour déterminer le quatrième club qui se maintient, les trois derniers et le vaincu de ce match de maintien descendent en Championship.

## Résultats

### Classement de la phase régulière
| Rang | Franchise           | J  | V  | N | D  | Pm  | Pe  | Diff | Pts |
| ---- | ------------------- | -- | -- | - | -- | --- | --- | ---- | --- |
| 1    | Castleford Tigers   | 23 | 20 | 0 | 3  | 769 | 378 | +391 | 40  |
| 2    | Leeds Rhinos        | 23 | 15 | 0 | 8  | 553 | 477 | +76  | 30  |
| 3    | Hull FC             | 23 | 13 | 1 | 9  | 541 | 483 | +58  | 27  |
| 4    | Salford Red Devils  | 23 | 13 | 0 | 10 | 576 | 500 | +76  | 26  |
| 5    | Wakefield Wildcats  | 23 | 13 | 0 | 10 | 572 | 506 | +66  | 26  |
| 6    | St Helens RLFC      | 23 | 12 | 1 | 10 | 513 | 420 | +93  | 25  |
| 7    | Wigan Warriors      | 23 | 10 | 3 | 10 | 539 | 518 | +21  | 23  |
| 8    | Huddersfield Giants | 23 | 9  | 3 | 11 | 519 | 486 | +33  | 21  |
| 9    | Warrington Wolves   | 23 | 9  | 2 | 12 | 422 | 557 | -135 | 20  |
| 10   | Dragons catalans    | 23 | 7  | 1 | 15 | 469 | 689 | -220 | 15  |
| 11   | Leigh Centurions    | 23 | 6  | 0 | 17 | 425 | 615 | -190 | 12  |
| 12   | Widnes Vikings      | 23 | 5  | 1 | 17 | 359 | 628 | -269 | 11  |

|  | Qualifié pour le Super 8 Play Offs.  |
|  | Qualifié pour le Super 8 Qualifiers. |

Attribution des points : deux points sont attribués pour une victoire, un point pour un match nul, aucun point en cas de défaite.

### Classement du Super 8 Play Offs
Les équipes conservent les points acquis lors de la première phase et se rencontrent entre elles à une unique reprise. Les quatre premiers après les trente matchs sont qualifiés en demi-finale.
| Rang | Franchise           | J  | V  | N | D  | Pm  | Pe  | Diff | Pts |
| ---- | ------------------- | -- | -- | - | -- | --- | --- | ---- | --- |
| 1    | Castleford Tigers   | 30 | 25 | 0 | 5  | 965 | 536 | +429 | 50  |
| 2    | Leeds Rhinos        | 30 | 20 | 0 | 10 | 749 | 623 | +126 | 40  |
| 3    | Hull FC             | 30 | 17 | 1 | 12 | 714 | 655 | +59  | 35  |
| 4    | St Helens RLFC      | 30 | 16 | 1 | 13 | 663 | 518 | +145 | 33  |
| 5    | Wakefield Wildcats  | 30 | 16 | 0 | 14 | 745 | 648 | +97  | 32  |
| 6    | Wigan Warriors      | 30 | 14 | 3 | 13 | 691 | 668 | +23  | 31  |
| 7    | Salford Red Devils  | 30 | 14 | 0 | 16 | 680 | 728 | -48  | 28  |
| 8    | Huddersfield Giants | 30 | 11 | 3 | 16 | 663 | 680 | -17  | 25  |

|  | Qualifié pour les demi-finales. |
|  | Éliminé.                        |

### Phase finale
|  | Demi-finales             | Demi-finales             |                   |    | Finale                  | Finale                  |
|  | Demi-finales             | Demi-finales             |                   |    | Finale                  | Finale                  |
|  |                          |                          |                   |    |                         |                         |
|  | 28 septembre, Castleford | 28 septembre, Castleford |                   |    | 7 octobre, Old Trafford | 7 octobre, Old Trafford |
|  | 28 septembre, Castleford | 28 septembre, Castleford |                   |    | 7 octobre, Old Trafford | 7 octobre, Old Trafford |
|  | Castleford Tigers        | 23 (a.p.)                |                   |    | 7 octobre, Old Trafford | 7 octobre, Old Trafford |
|  | Castleford Tigers        | 23 (a.p.)                |                   |    | 7 octobre, Old Trafford | 7 octobre, Old Trafford |
|  | St Helens RLFC           | 22                       |                   |    | 7 octobre, Old Trafford | 7 octobre, Old Trafford |
|  | St Helens RLFC           | 22                       | Castleford Tigers | 6  |                         |                         |
|  | 29 septembre, Leeds      |                          | Castleford Tigers | 6  |                         |                         |
|  |                          | Leeds Rhinos             | 24                |    |                         |                         |
|  | Leeds Rhinos             | Leeds Rhinos             | 24                | 18 |                         |                         |
|  | Leeds Rhinos             |                          |                   | 18 |                         |                         |
|  | Hull FC                  | 16                       |                   |    |                         |                         |
|  | Hull FC                  | 16                       |                   |    |                         |                         |

### Classement du Super 8 Qualifiers
Pour les autres derniers de la première phase, les compteurs sont remis à zéro et ils affrontent les quatre premiers de la Championship (second échelon) à une reprise. Les trois premiers sont qualifiés pour la Super League 2018, le quatrième et le cinquième se rencontre dans un match unique appelé « Million Pound Game » pour le quatrième ticket pour la Super League.
| Rang | Franchise           | J | V | N | D | Pm  | Pe  | Diff | Pts |
| ---- | ------------------- | - | - | - | - | --- | --- | ---- | --- |
| 1    | Warrington Wolves   | 7 | 7 | 0 | 0 | 288 | 138 | +150 | 14  |
| 2    | Widnes Vikings      | 7 | 5 | 0 | 2 | 188 | 96  | +92  | 10  |
| 3    | Hull KR             | 7 | 5 | 0 | 2 | 166 | 158 | +8   | 10  |
| 4    | Leigh Centurions    | 7 | 4 | 0 | 3 | 203 | 104 | +99  | 8   |
| 5    | Dragons catalans    | 7 | 4 | 0 | 3 | 130 | 143 | -13  | 8   |
| 6    | London Broncos      | 7 | 1 | 1 | 5 | 174 | 220 | -46  | 3   |
| 7    | Featherstone Rovers | 7 | 1 | 1 | 5 | 100 | 272 | -172 | 3   |
| 8    | Halifax             | 7 | 0 | 0 | 7 | 82  | 210 | -128 | 0   |

|  | Promu en Super League 2018.        |
|  | Barrage pour la Super League 2018. |
|  | Relégué en Championship 2018.      |

#### Million Pound Game
| Million Pound Game |                  |       |                  |                   |                      |            |       |
| F                  | Leigh Centurions | 10-26 | Dragons Catalans | 30 septembre 2017 | Leigh Sports Village | Ben Thaler | 6 888 |

### Statistiques

#### Meilleur marqueur de points
| Rang | Joueur          | Club             | Poste            | Points | Essais | Goals | Drops |
| ---- | --------------- | ---------------- | ---------------- | ------ | ------ | ----- | ----- |
| 1    | Luke Gale       | Castleford       | Demi d'ouverture | 317    | 13     | 129   | 7     |
| 2    | Mark Percival   | St Helens        | Ailier           | 254    | 16     | 95    | 0     |
| 3    | Marc Sneyd      | Hull FC          | Demi de mêlée    | 237    | 7      | 103   | 3     |
| 4    | Liam Finn       | Wakefield        | Demi de mêlée    | 196    | 1      | 96    | 0     |
| 5    | Greg Eden       | Castleford       | Ailier           | 152    | 38     | 0     | 0     |
| 6    | Luke Walsh      | Dragons Catalans | Demi d'ouverture | 148    | 2      | 69    | 4     |
| 7    | Danny Brough    | Huddersfield     | Demi d'ouverture | 141    | 4      | 61    | 3     |
| 8    | Kallum Watkins  | Leeds            | Centre           | 138    | 12     | 45    | 0     |
| 9    | George Williams | Wigan            | Demi d'ouverture | 131    | 11     | 43    | 1     |
| 10   | Gareth O'Brien  | Salford          | Arrière          | 124    | 8      | 45    | 2     |
| 11   | Ben Reynolds    | Leigh            | Demi d'ouverture | 120    | 6      | 48    | 0     |
| 12   | Liam Sutcliffe  | Leeds            | Arrière          | 119    | 7      | 45    | 1     |
| 13   | Michael Dobson  | Salford          | Demi de mêlée    | 116    | 6      | 46    | 0     |

#### Meilleur marqueur d'essais
| Rang | Joueur              | Club                       | Poste     | Essais |
| ---- | ------------------- | -------------------------- | --------- | ------ |
| 1    | Greg Eden           | Castleford Tigers          | Ailier    | 38     |
| 2    | Liam Marshall       | Wigan Warriors             | Ailier    | 21     |
| 3    | Ben Jones-Bishop    | Wakefield Trinity Wildcats | Ailier    | 20     |
| 4    | Albert Kelly        | Hull FC                    | Ailier    | 19     |
| -    | Jermaine McGillvary | Huddersfield Giants        | Centre    | 19     |
| -    | Greg Minikin        | Castleford Tigers          | Centre    | 19     |
| 7    | Joe Burgess         | Wigan Warriors             | Ailier    | 18     |
| 8    | Mason Caton-Brown   | Wakefield Trinity Wildcats | Ailier    | 17     |
| -    | Matt Parcell        | Leeds Rhinos               | Talonneur | 17     |
| -    | Jamie Shaul         | Hull FC                    | Arrière   | 17     |

## Récompenses

### Trophées de fin de saison

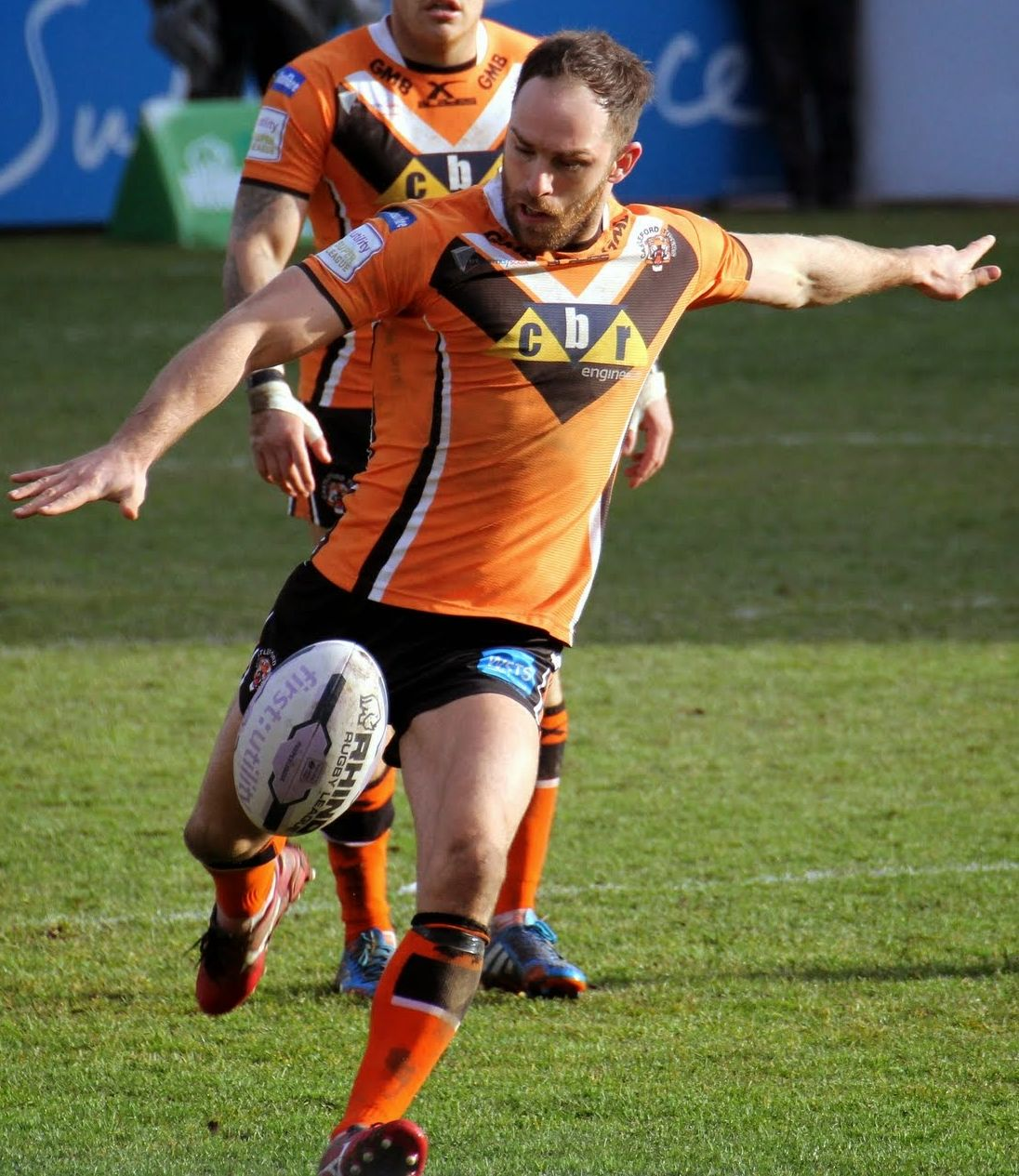
Luke Gale est nommé Man of Steel.

Les trophées sont remis aux joueurs et aux clubs la semaine précédant la finale.
- Man of Steel : Luke Gale
- Entraîneur de l'année : Daryl Powell
- Club de l'année : Tigers de Castleford
- Jeune joueur de l'année : Oliver Gildart
- Meilleur marqueur de points : Marc Sneyd
- Meilleur marqueur d'essais : Greg Eden

### Dream Team
La sélection « Dream team » de cette saison 2017.
|    | Joueur              | Equipe       | Apparition |
| -- | ------------------- | ------------ | ---------- |
| 1  | Zak Hardaker        | Castleford   | 3          |
| 2  | Greg Eden           | Castleford   | 1          |
| 3  | Michael Shenton     | Castleford   | 3          |
| 4  | Mark Percival       | St Helens    | 1          |
| 5  | Mahe Fonua          | Hull FC      | 2          |
| 6  | Albert Kelly        | Hull FC      | 1          |
| 7  | Luke Gale           | Castleford   | 3          |
| 8  | Grant Millington    | Castleford   | 1          |
| 9  | Matt Parcell        | Leeds        | 1          |
| 10 | Sebastine Ikahihifo | Huddersfield | 1          |
| 11 | Ben Murdoch-Masila  | Salford      | 1          |
| 12 | Mike McMeeken       | Castleford   | 1          |
| 13 | Sean O'Loughlin     | Wigan        | 6          |

## Médias
En France, BeIn Sport dispose d'un contrat de trois ans pour diffuser notamment l'unique franchise française les Dragons Catalans. Deux matchs par journée sont retransmis par la chaîne. Elle diffuse également la National Rugby League.